# Jean Gallion
Jean Gallion (* 27. Dezember 1913 in Differdingen; † 12. Oktober 1968) war ein luxemburgischer Politiker (LSAP) und Gewerkschafter. Er war Bürgermeister seiner Vaterstadt sowie Abgeordneter des luxemburgischen Parlaments, der Versammlung  der Westeuropäischen Union und der konsultativen Versammlung des Europarates.

## Leben
Gallion, von Beruf Metallarbeiter, engagierte ich bereits früh in der Gewerkschaftsbewegung. Ab 1937 hatte er wichtige Funktionen im Lëtzebuerger Arbechter-Verband inne, unter anderem war er dessen Schatzmeister. 1956 wurde er Generalsekretär der Arbeiterkammer. 
1951 wurde Gallion erstmals in das luxemburgische Parlament gewählt. Mehrmals wiedergewählt, blieb er bis zu seinem Tode Abgeordneter der Kammer. Seit 1962 war er zudem Abgeordneter der Versammlung der Westeuropäischen Union und seit Juni 1964 auch Mitglied der konsultativen Versammlung des Europarates sowie dort einer der Vizepräsidenten. 
Von 1964 bis 1968 war Gallion Bürgermeister von Differdingen. Im Ortsteil Oberkorn ist eine Straße (rue Jean Gallion) nach ihm benannt.